# Hołowacze (rejon klecki)
Hołowacze (biał. Галавачы, Haławaczy; ros. Головачи, Hołowaczi) – agromiasteczko na Białorusi, w obwodzie mińskim, w rejonie kleckim, w sielsowiecie Czerwona Gwiazda.
Współcześnie miejscowość obejmuje także dawny folwark Sokolatycze. Zabudowania zaścianka Sokolatycze nie zachowały się.

## Warunki naturalne
Hołowacze położone są nad Konikiem, w pobliżu jego ujścia do Cepry. Na Koniku znajduje się tu zbiornik retencyjny.

## Historia
W XIX i w początkach XX w. wieś Hołowacze oraz zaścianek i karczma Sokolatycze położone były w Rosji, w guberni mińskiej, w powiecie słuckim, w gminie Hrycewicze.
W dwudziestoleciu międzywojennym wieś Hołowacze oraz zaścianek i folwark Sokolatycze leżące w Polsce, w województwie nowogródzkim, w powiecie nieświeskim, w gminie Hrycewicze. 
Demografia w 1921 przedstawiała się następująco:
|                       | Liczba mieszkańców | Budynki | Narodowość  | Narodowość        | Wyznanie    | Wyznanie |
| Polacy                | Liczba mieszkańców | Budynki | Białorusini | rzymskokatolickie | prawosławne |          |
| --------------------- | ------------------ | ------- | ----------- | ----------------- | ----------- | -------- |
| wieś Hołowacze        | 375                | 67      | 375         | –                 | –           | 375      |
| folwark Sokolatycze   | 17                 | 1       | 17          | –                 | 2           | 15       |
| zaścianek Sokolatycze | 110                | 13      | 94          | 16                | 94          | 16       |

Po II wojnie światowej w granicach Związku Sowieckiego. Od 1991 w niepodległej Białorusi.

## Osoby związane z miejscowością
- Mikałaj Dyleuski – białoruski kołchoźnik i polityk; zamieszkały w Hołowaczach
- Mieczysław Okińczyc – polski rolnik, prawdopodobna ofiara NKWD z białoruskiej listy katyńskiej[3]; zamieszkały w Sokolatyczach